# 401 (szám)
A 401 (római számmal: CDI) egy természetes szám, prímszám.

## A szám a matematikában
A tízes számrendszerbeli 401-es a kettes számrendszerben 110010001, a nyolcas számrendszerben 621, a tizenhatos számrendszerben 191 alakban írható fel.
A 401 páratlan szám, prímszám. Pillai-prím. Normálalakban a 4,01 · 102 szorzattal írható fel.
A 401 n2 + 1 alakú prímszám (lásd: Landau-problémák).
A 401 négyzete 160 801, köbe 64 481 201, négyzetgyöke 20,02498, köbgyöke 7,37420, reciproka 0,0024938. A 401 egység sugarú kör kerülete 2519,55731 egység, területe 505 171,24029 területegység; a 401 egység sugarú gömb térfogata 270 098 223,1 térfogategység.
A 401 helyen az Euler-függvény helyettesítési értéke 400, a Möbius-függvényé −1.